# Squadra singalese di Coppa Davis
La squadra singalese di Coppa Davis rappresenta lo Sri Lanka nella Coppa Davis, ed è posta sotto l'egida della Sri Lanka Tennis Association.
La squadra debuttò nella competizione nel 1953, e non ha mai fatto parte del Gruppo Mondiale. Attualmente è inclusa nel Gruppo II della zona Asia/Oceania.

## Organico 2013
Vengono di seguito illustrati i convocati per ogni singolo turno della Coppa Davis 2013. A sinistra dei nomi la nazione affrontata e il risultato finale. Fra parentesi accanto ai nomi, il ranking del giocatore nel momento della disputa degli incontri (la "d" indica che il ranking corrisponde alla specialità del doppio).
| Gruppo II - Primo turno | Gruppo II - Primo turno                                                                                   |
| Pakistan (2-3)          | Harshana Godamanna (fr*) Dineshkanthan Thangarajah (fr*) Amresh Jayawickrema (fr*) Rajeev Rajapakse (fr*) |
| ----------------------- | --- |

| Gruppo II - Playoff | Gruppo II - Playoff                                                                                       |
| Libano (3-2)        | Harshana Godamanna (fr*) Dineshkanthan Thangarajah (fr*) Amresh Jayawickrema (fr*) Rajeev Rajapakse (fr*) |
| ------------------- | --- |

- fr = Fuori Ranking